# 아이즈사카모토역
아이즈사카모토역(일본어: 会津坂本駅)은 일본 후쿠시마현 가와누마군 아이즈반게정에 위치한 동일본 여객철도 다다미선의 철도역이다. 단선 승강장 1면 1선의 구조를 갖춘 지상역이다.

## 이용 현황
| 승차 인원 추이 | 승차 인원 추이 |
| 연도           | 1일 평균       |
| -------------- | -------------- |
| 2000           | 47             |
| 2001           | 41             |
| 2002           | 47             |
| 2003           | 36             |
| 2004           | 33             |

## 역 주변
- 국도 제49호선 · 국도 제252호선
- 반에쓰 자동차도 아이즈반게 나들목

## 역사
- 1928년 11월 20일 : 일반역으로서 개업.
- 1971년 8월 29일 : 화물, 하물 취급 폐지. 역 무인화.
- 1987년 4월 1일 : 일본국유철도 분할 민영화에 의해, 동일본 여객철도가 승계.

## 인접 역
| 동일본 여객철도 다다미선   | 동일본 여객철도 다다미선 | 동일본 여객철도 다다미선   |
| -------------------------- | ------------------------ | -------------------------- |
| 도데라 아이즈와카마쓰 방면 | ■ 다다미선               | 아이즈야나이즈 고이데 방면 |